# Emilio Insolera
Emilio Insolera (Født 29. januar 1979 i Buenos Aires) er en italiensk skuespiller og producent, kendt for Sign Gene: Den første Døve Superhelte (2017). I september 2019 blev det meddelt, at Insolera havde tilsluttet sig Universal Pictures spionfilm  The 355 af  X-Men forfatter og producent Simon Kinberg sammen med Jessica Chastain, Penélope Cruz og Diane Kruger. 

## Filmografi

### Film
- Sign Gene: Den første Døve Superhelte (2017)
- The 355 (2022)